# Іванівка (Підволочиська селищна громада)
Іва́нівка — село в Україні, у Підволочиській селищній громаді Тернопільського району Тернопільської області. Розташоване на сході району. До 2015 центр Іванівської сільської ради.
Від вересня 2015 року ввійшло у склад Підволочиської селищної громади.
До Іванівки приєднано хутори Запустя та Озерна. Населення — 1166 осіб (2001).

## Географія
У селі бере початок річка Гниличка.

## Історія
Вперше село Іванівка згадується в Теребовельських книгах у 1569 році.
Діяли товариства «Просвіта», «Січ», «Сокіл», «Луг», «Сільський господар», «Союз українок», «Рідна школа», «Відродження».
10 жовтня 2014 року у Тернопільській області оголошено Днем жалоби у зв'язку із загибеллю Андрія Рави та Віктора Пунди під час виконання службових обов'язків у зоні проведення АТО.
12 червня 2020 року, відповідно до розпорядження Кабінету Міністрів України  № 724-р «Про визначення адміністративних центрів та затвердження територій територіальних громад Тернопільської області», увійшло до складу Підволочиської селищної громади.
19 липня 2020 року, в результаті адміністративно-територіальної реформи та ліквідації Підволочиського району, село увійшло до складу новоствореного Тернопільського району.

## Пам'ятки
Є церкви Собору Івана Хрестителя (1827, мурована, УГКЦ) та святого великомученика Юрія Переможця (2001, мурована, ПЦУ), каплички на честь 10-ї річниці незалежності України і приїзду в Україну Папи Римського Івана Павла ІІ, «фігура» на честь проголошення незалежності України (1992).

## Пам'ятники
Споруджено пам'ятник воїнам-односельцям, полеглим у німецько-радянській війні (1972), встановлено пам'ятний знак на честь скасування панщини, насипана символічна могила УСС (1991), відновлено могилу воякам УПА (1992).

## Соціальна сфера
Діють загальноосвітня школа І-ІІІ ступеня, Будинок культури, бібліотека, ФАП, відділення зв'язку.

## Відомі люди

### В Іванівці народилися
- громадські діячі Марія Татаринська-Скубова (1880—1952), Г. Шаварин
- український письменник, науковець Валерій Марценюк (*1949)
- Іван Татаринський (1890—1941) — церковний діяч, священник УГКЦ
- Віктор Пунда (1965—2014) — український військовик, учасник російсько-української війни.
- Романюк Тарас Михайлович (2001—2023) — старший солдат Збройних сил України, учасник російсько-української війни.

## Галерея

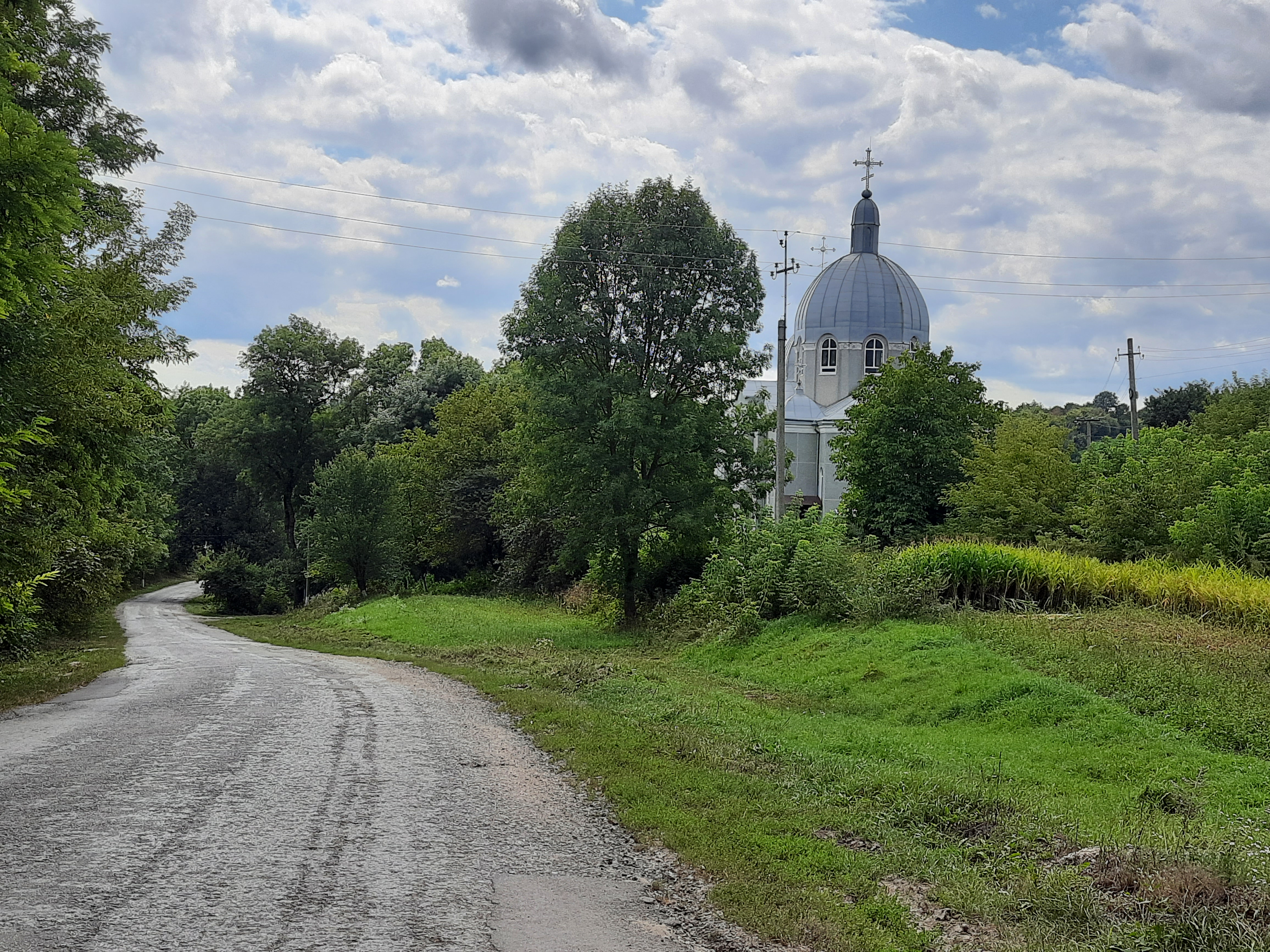
В'їзд у село
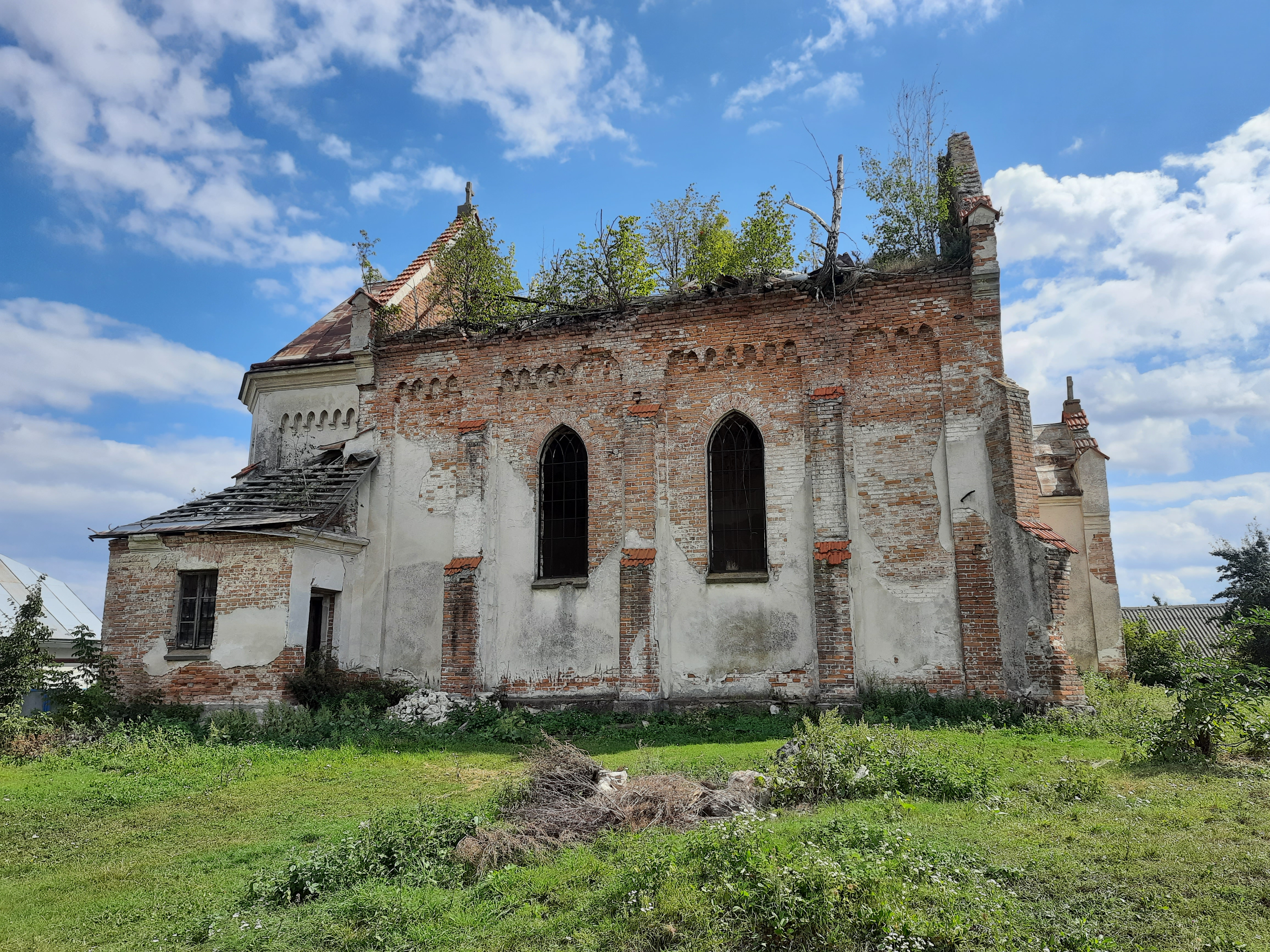
Костел святого Станіслава 1913р
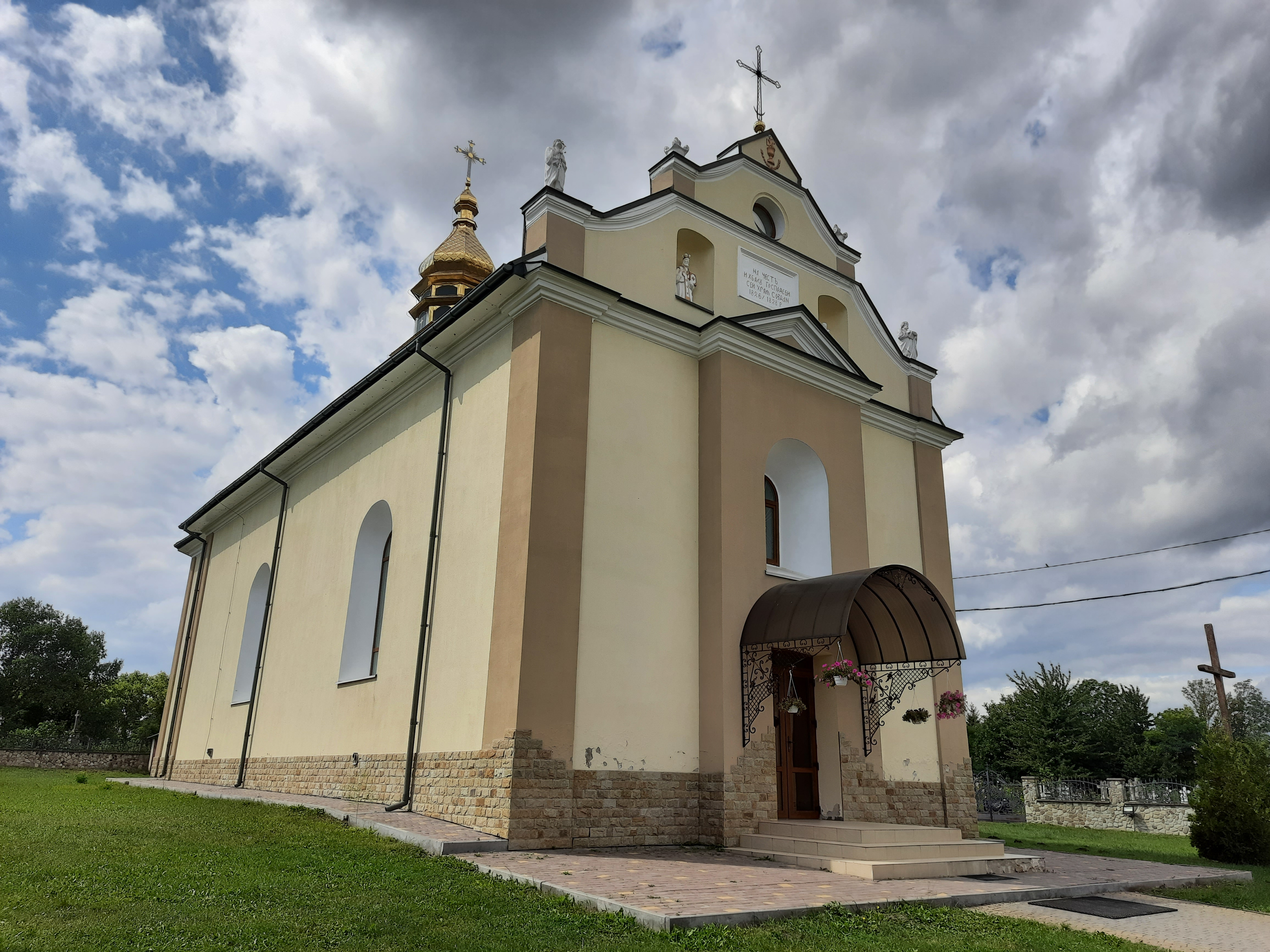
Церква Івана Хрестителя 1827р
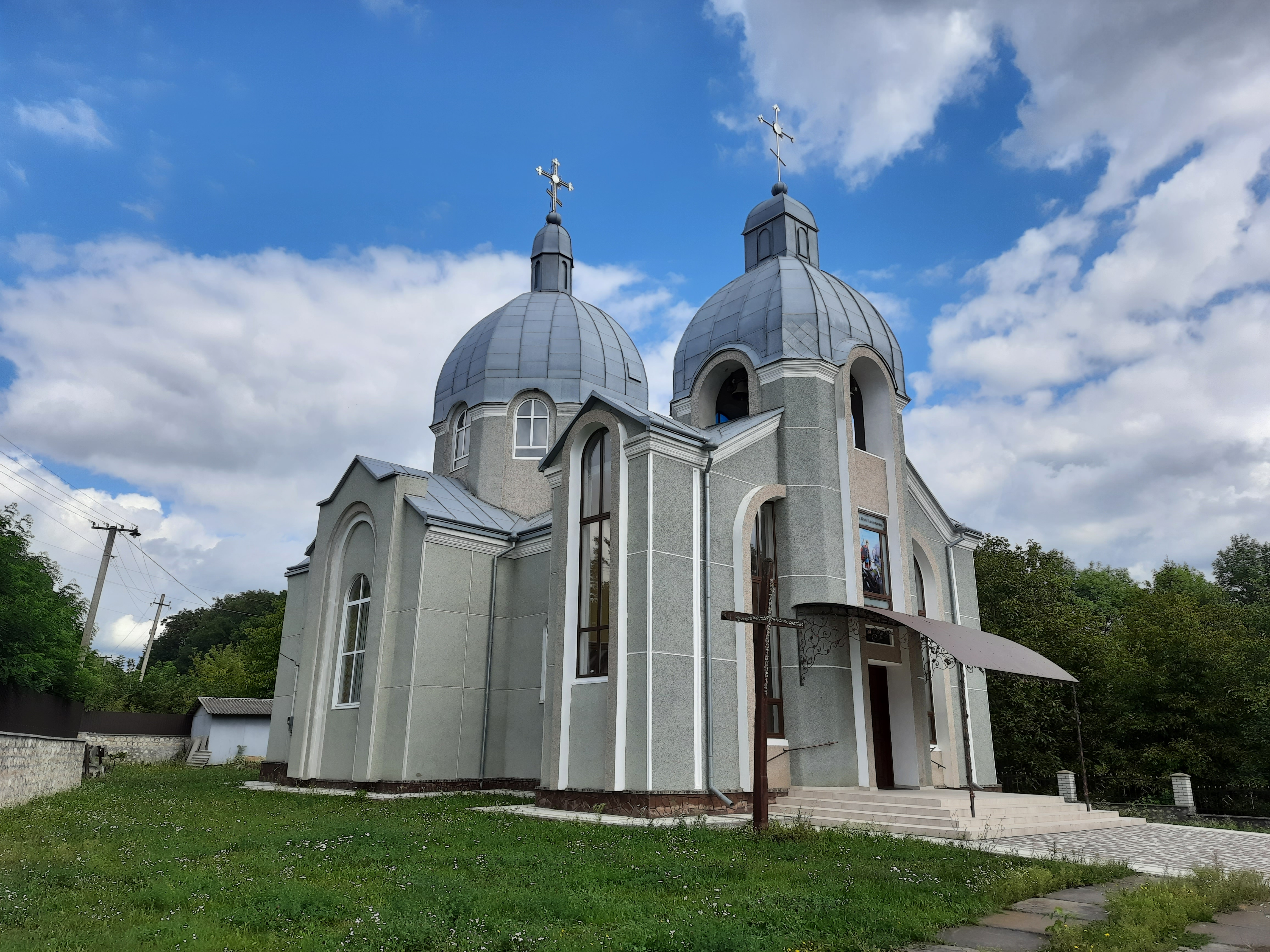
Церква Святого Великомученика Юрія Переможця
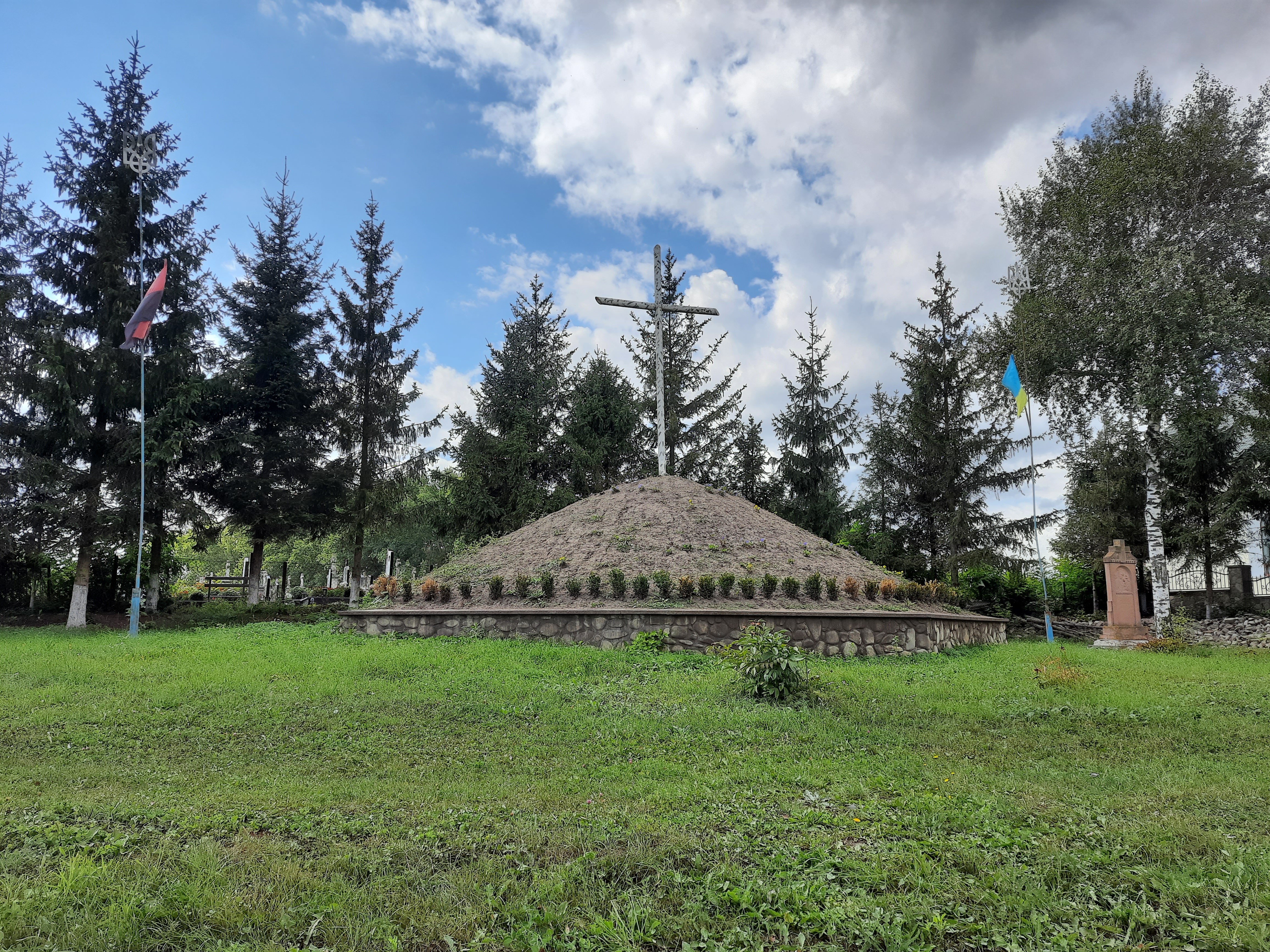
Символічна Могила Борцям за волю України Іванівка